# Sarpol-e Zahab
Sarpol-e Zahāb (in persiano سرپل ذهاب‎) è il capoluogo dello shahrestān di Sarpol-e-Zahab, circoscrizione Centrale, nella regione di Kermanshah. Aveva, nel 2006, una popolazione di 34.632 abitanti.